# Ил Пино (Арецо)
Ил Пино је насеље у Италији у округу Арецо, региону Тоскана.
Према процени из 2011. у насељу је живело 294 становника. Насеље се налази на надморској висини од 287 м.